# Vukašinovac
Vukašinovac (cyr. Вукашиновац) – wieś w Serbii, w okręgu niszawskim, w gminie Aleksinac. W 2011 roku liczyła 432 mieszkańców.